# چهار مرد و یک نیت خیر
چهار مرد و یک نیت خیر (انگلیسی: Four Men and a Prayer) فیلمی در ژانر ماجراجویی به کارگردانی جان فورد است که در سال ۱۹۳۸ منتشر شد. این فیلم بر اساس شش نقد، امتیاز ۵۰٪ را در سایت راتن تومیتوز کسب کرده است.

## بازیگران
- لرتا یانگ
- جرج سندرز
- دیوید نیون
- جان کارادین
- برتون چرچیل
- لینا بسکت
- بری فیتزجرالد
- سی. آبری هنری
- نابل جانسون
- آلن هِیل
- ویل استنتون
- سی. مانتگیو شا
- کلاد کینگ
- وینتر هال